# Fluoreszkamin
A fluoreszkamin piszkosfehér vagy sárga színű szilárd anyag. Acetonban jól oldódik.
Széles körben használt reagens primer (ritkábban szekunder) aminok, peptidek és fehérjék kimutatására. E vegyületekkel képzett származékai ugyanis erősen fluoreszkálnak, míg a fluoreszkamin önmagában nem. Igen érzékeny reagens: már ng-os mennyiségű fehérjék kimutatására is alkalmas.
Víz hatására hidrolizál, és elveszíti fluoreszcens tulajdonságát. Acetonban oldva, vízmentes környezetben szobahőmérsékleten jól tárolható.

## Fordítás
Ez a szócikk részben vagy egészben  a   Fluorescamine című angol Wikipédia-szócikk fordításán alapul.  Az eredeti cikk szerkesztőit annak laptörténete sorolja fel. Ez a jelzés csupán a megfogalmazás eredetét és a szerzői jogokat jelzi, nem szolgál a cikkben szereplő információk forrásmegjelöléseként.